# Zegartowice (województwo małopolskie)
Zegartowice – wieś w Polsce położona w województwie małopolskim, w powiecie myślenickim, w gminie Raciechowice.
| SIMC    | Nazwa      | Rodzaj    |
| ------- | ---------- | --------- |
| 0333233 | Bigórzówka | część wsi |
| 0333240 | Dział      | część wsi |
| 0333256 | Łyskówka   | część wsi |
| 0333262 | Poręba     | część wsi |
| 0333279 | Zabrzegi   | część wsi |

W latach 1975–1998 miejscowość należała administracyjnie do województwa krakowskiego.

## Położenie
Miejscowość położona jest na Pogórzu Wiśnickim, w dolinie rzeki Stradomka, na wysokości 270–369 m n.p.m. Są to tereny płaskie lub pagórkowate, w niewielkim stopniu zalesione, zajęte przez pola uprawne i zabudowania. Dużą osobliwością jest oryginalna skała Grzyb skalny w Zegartowicach znajdująca się przy lokalnej drodze z Zegartowic do Mierzenia.

## Opis miejscowości
Zegartowice posiadają własną kaplicę, ale należą do obszaru parafii w Górze Świętego Jana. Msze w kaplicy odprawiane są raz w miesiącu.

## Znani zegartowiczanie
- Rafał Majka[6];
- Stanisław Radziejowski – polski malarz.

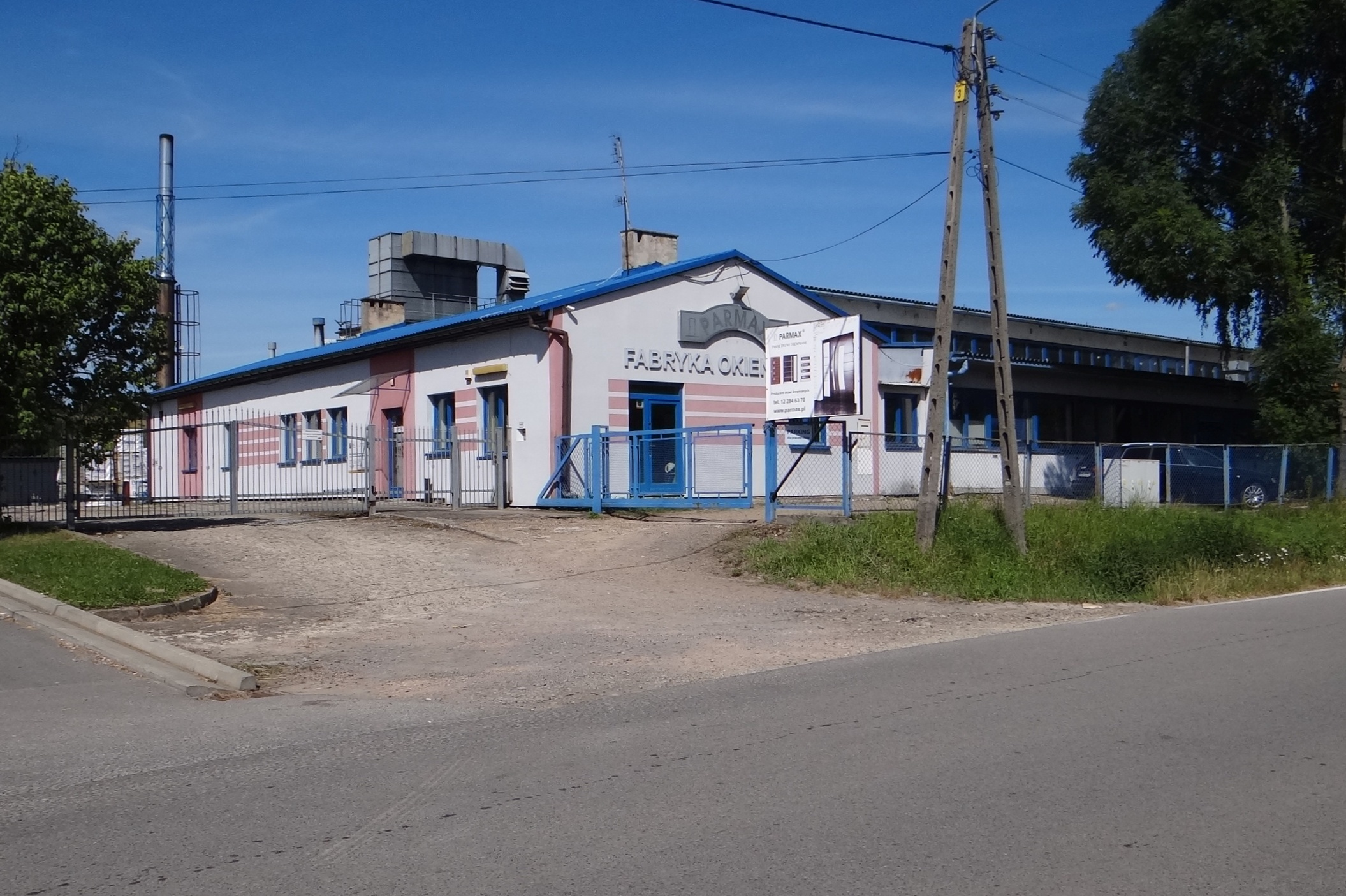
Fabryka drzwi i okien
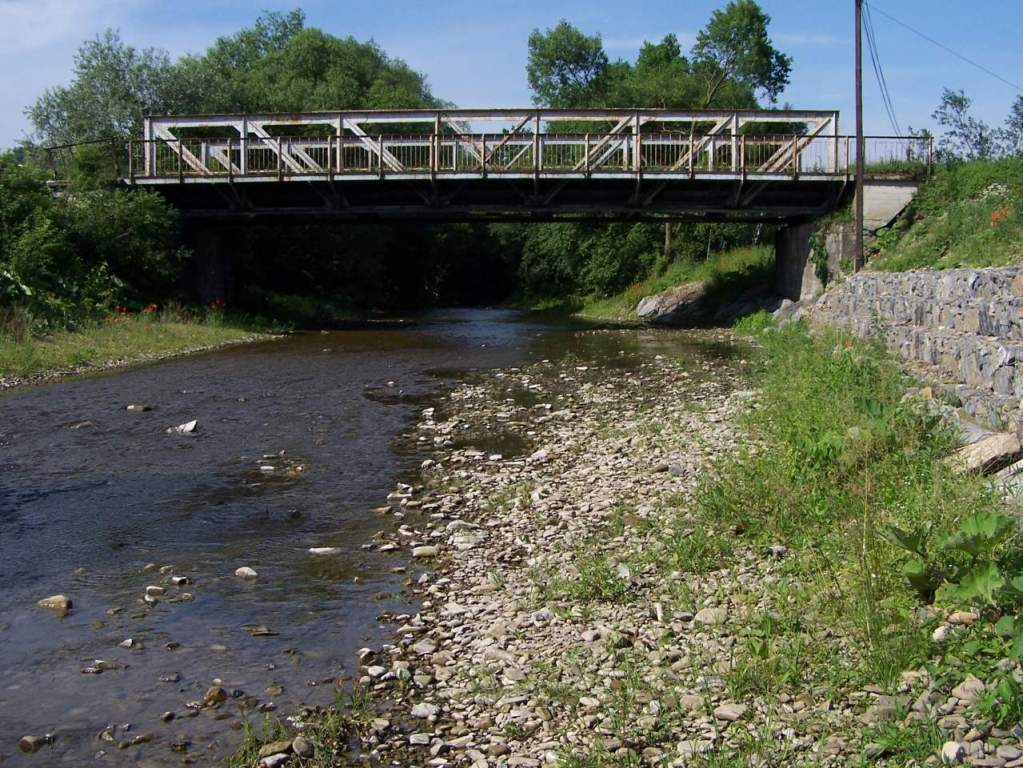
Stradomka w Zegartowicach
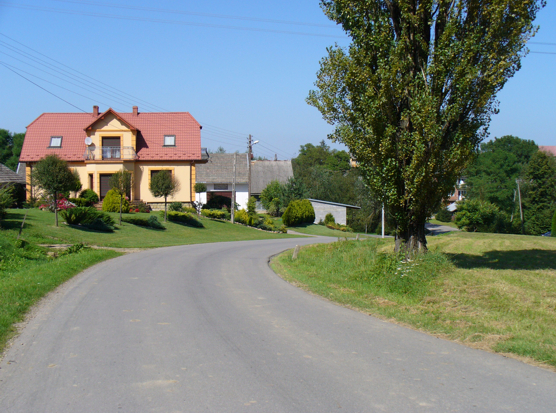
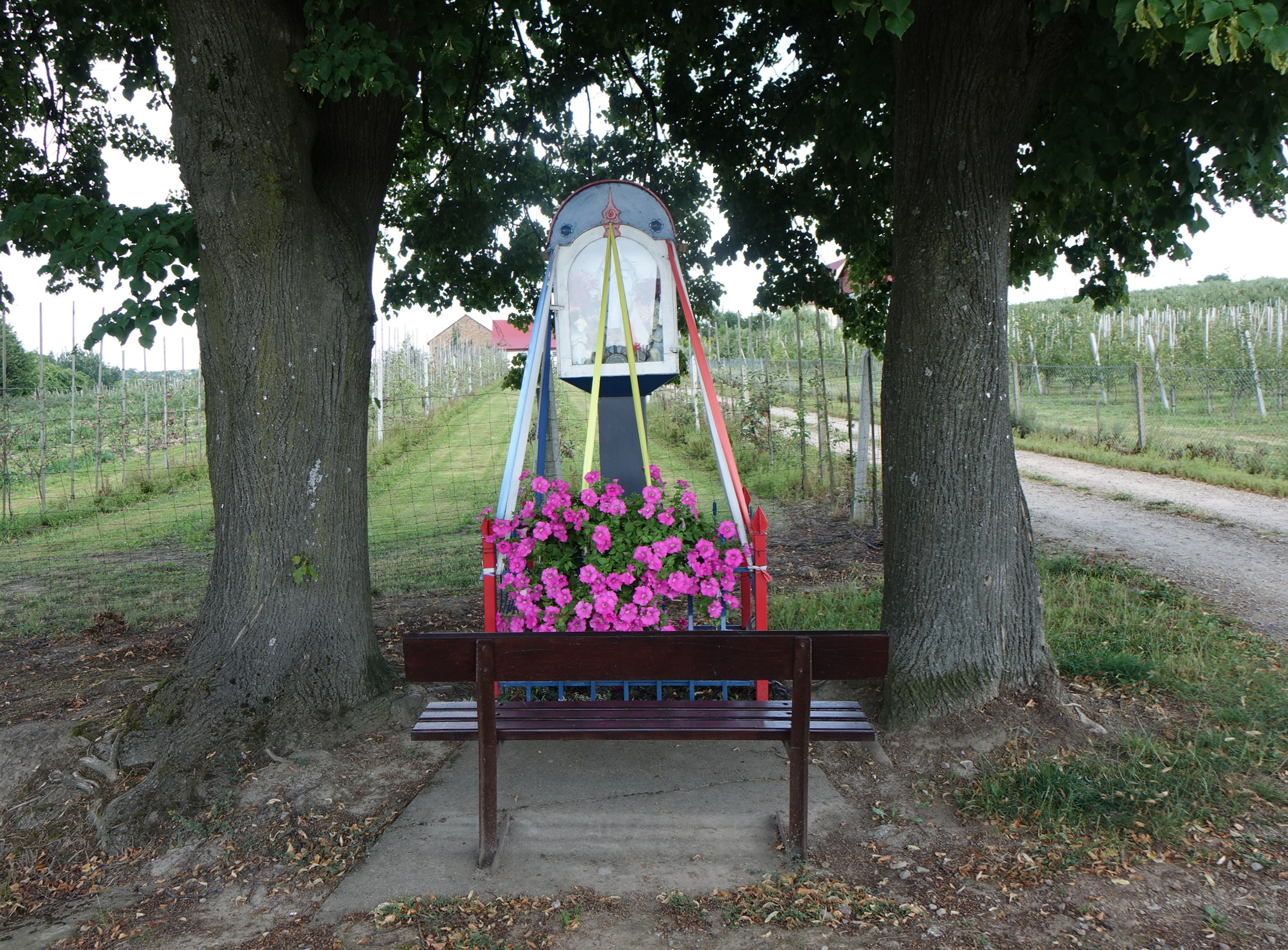
Kapliczka
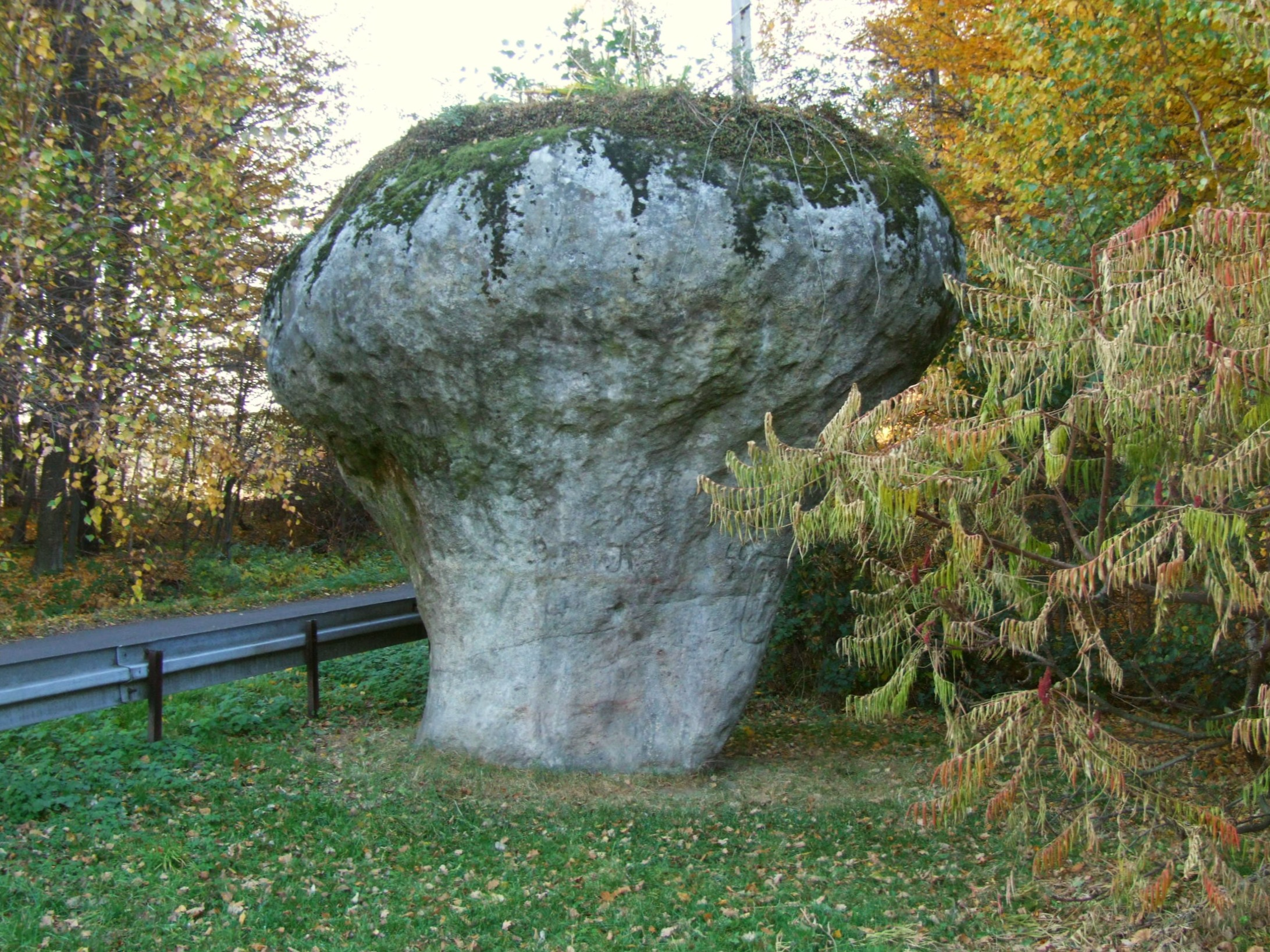
Grzyb skalny